# 溫特伯里 (特拉華州)
溫特伯里（英語：Winterbury）是位於美國特拉華州紐卡斯爾縣的一個非建制地區。該地的面積和人口皆未知。

## 地理
溫特伯里的座標為39°45′40″N 75°39′29″W / 39.76111°N 75.65806°W，而該地的平均海拔高度為82米（即279英尺）。